# Festivalul Național Sâmbra Oilor - Țara Oașului

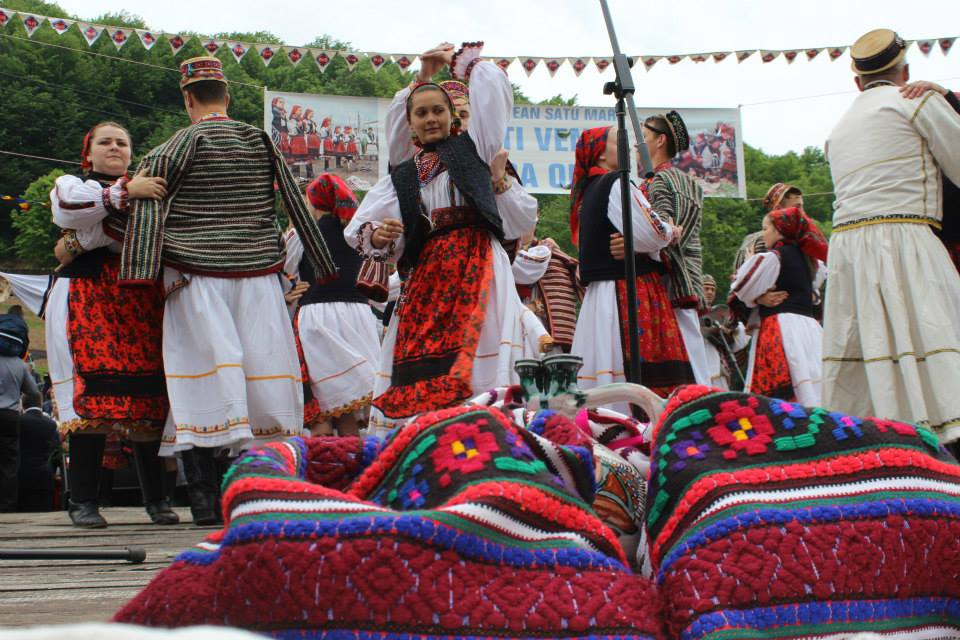
Ansamblul folcloric Oașul la Festivalul Național Sâmbra Oilor - Țara Oașului

Festivalul Național Sâmbra Oilor - Țara Oașului este cel mai mare festival din Țara Oașului, se desfășoară în fiecare an în luna mai pe dealul de la Huta-Certeze.. Acest eveniment are la bază vechiul obicei oșenesc numit sâmbra oilor.

## Organizatori
Organizatorii festivalului sunt: Primăria orașului Negrești-Oaș, Casa Orășenească de Cultură Negrești-Oaș, Instituția Prefectului Județului Satu Mare, Consiliul Județean Satu Mare, Centrul Județean pentru Conservarea și Promovarea Culturii Tradiționale Satu Mare, Primăria comunei Certeze. Gazda evenimentului este Ansamblul folcloric Oașul.

## Sâmbra oilor
Sâmbra oilor este un obicei vechi din Țara Oașului (județul Satu Mare).
Aici are loc în fiecare an primăvara sărbătoarea numită „Sâmbra oilor”.
Sâmbra oilor este sărbătorită prin muzică și dansuri în port popular, ea are loc la Ruptul Sterpelor, adică separarea și numărarea oilor ca și măsurarea laptelui de către ciobani care pornesc cu turmele spre pajiștile din munți.

## Imagini

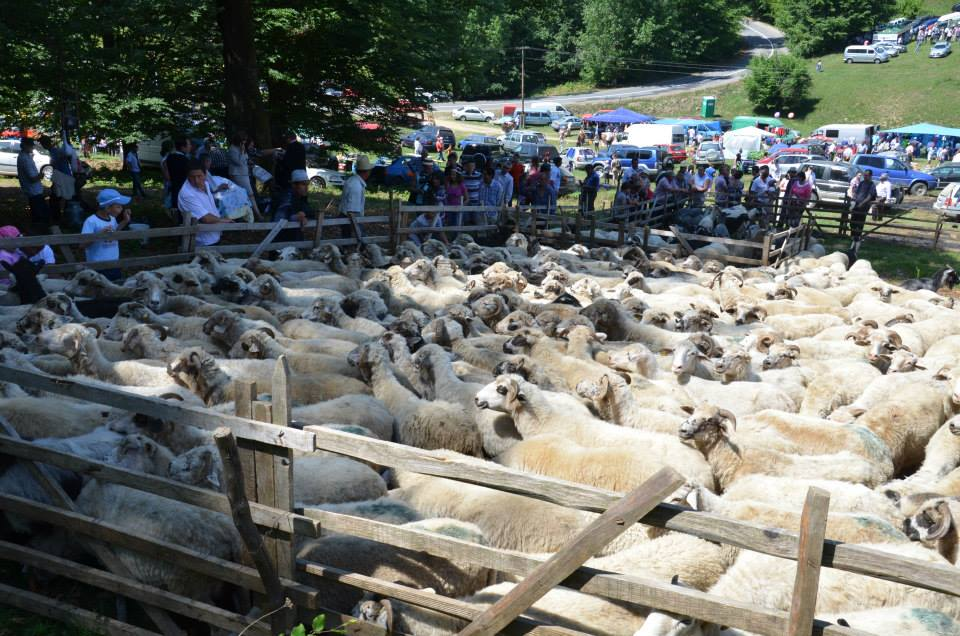
Festivalul Național Sâmbra Oilor - Țara Oașului
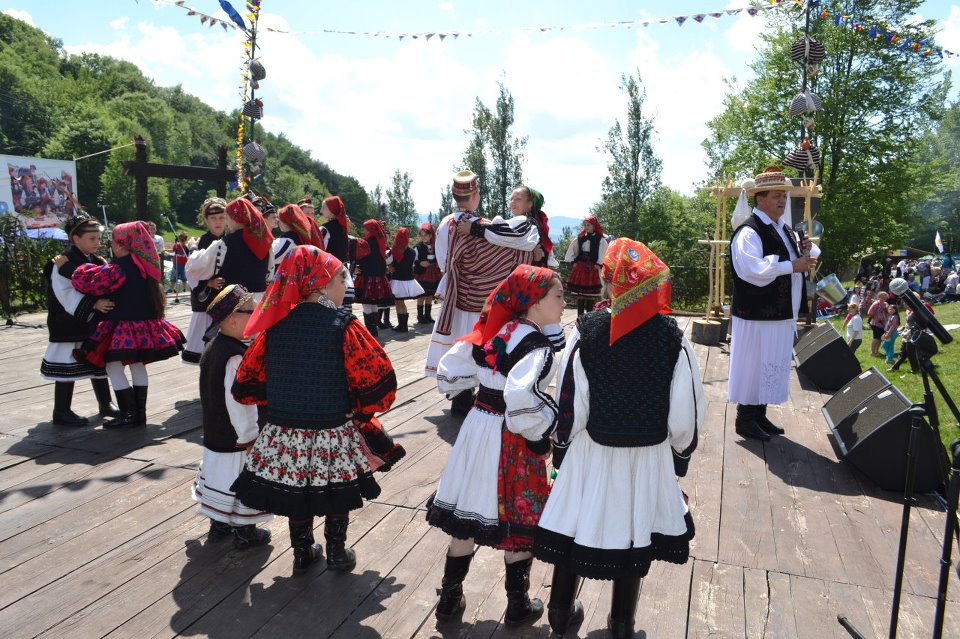
Festivalul Național Sâmbra Oilor - Țara Oașului
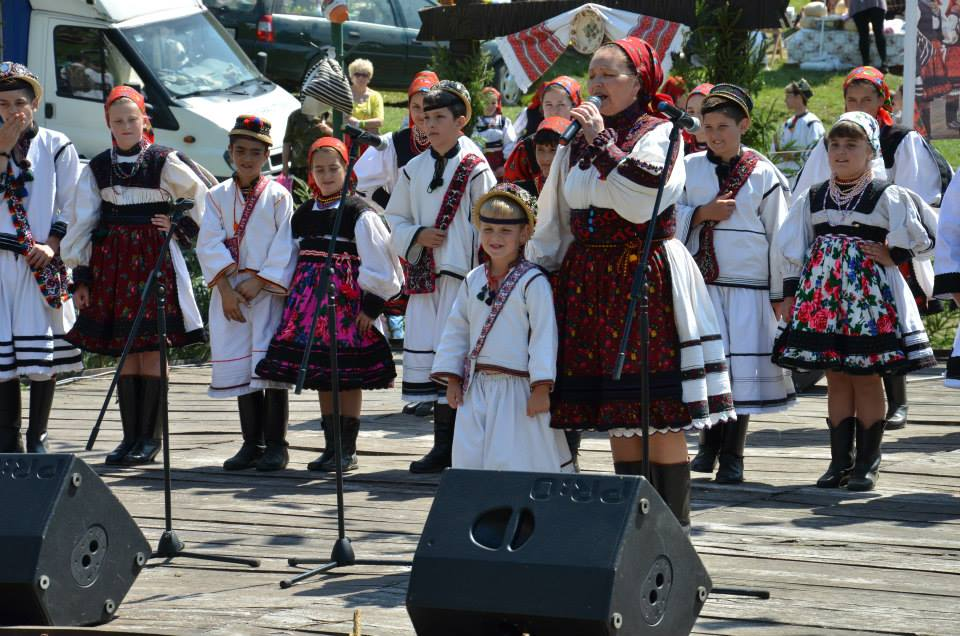
Maria Tripon la Festivalul Național Sâmbra Oilor - Țara Oașului
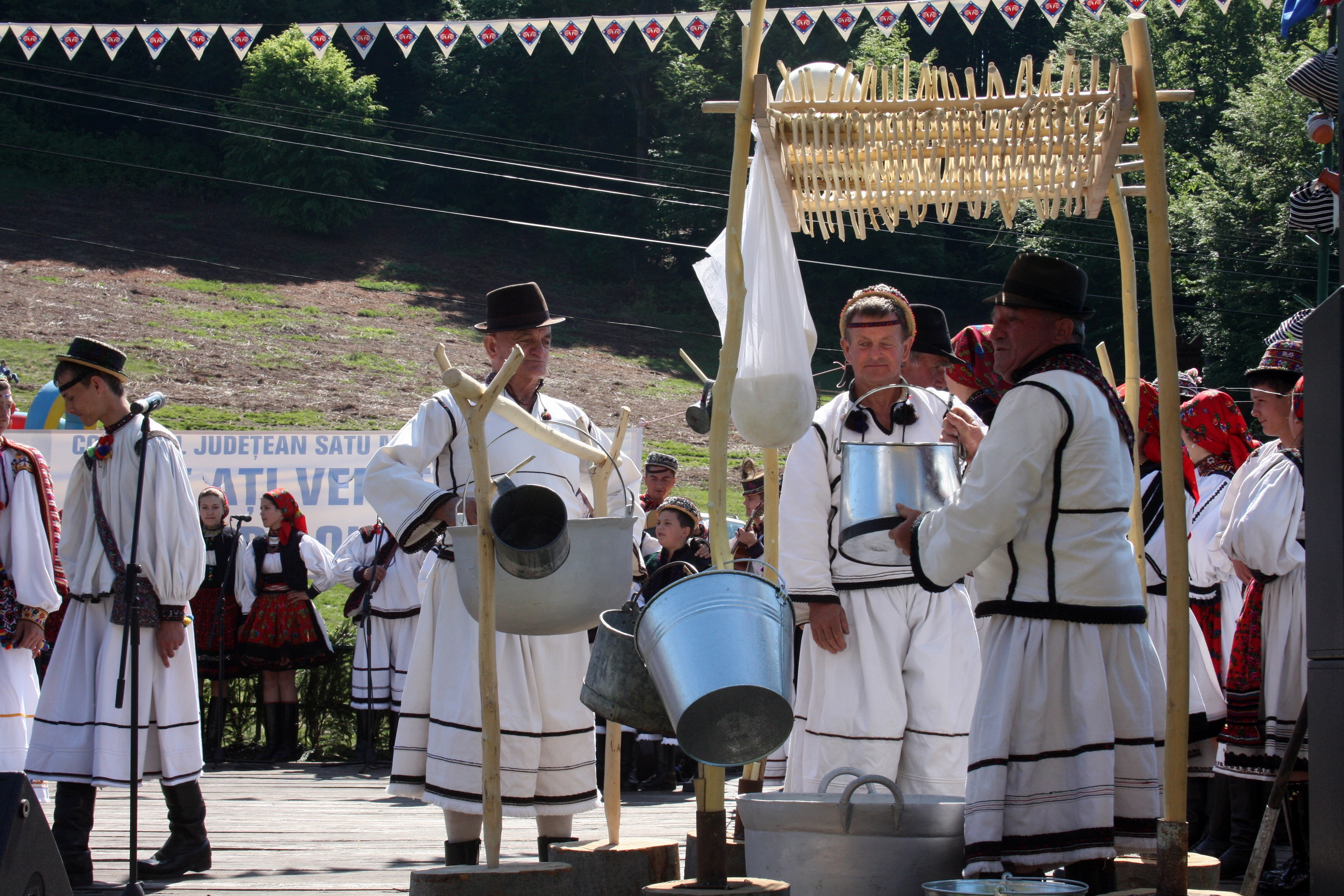
măsurișul laptelui - Festivalul Național Sâmbra Oilor - Țara Oașului
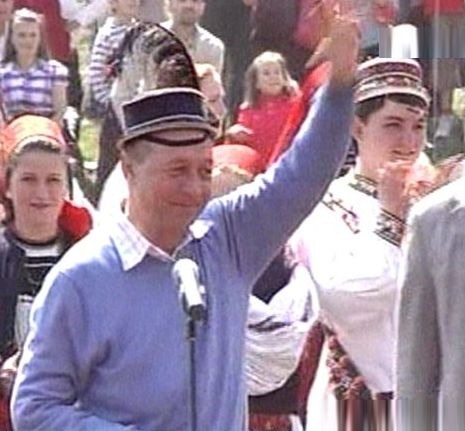
Traian Băsescu  și ES Nob. Ionuț Silaghi de Oaș (în spate) la Festivalul Național Sâmbra Oilor - Țara Oașului
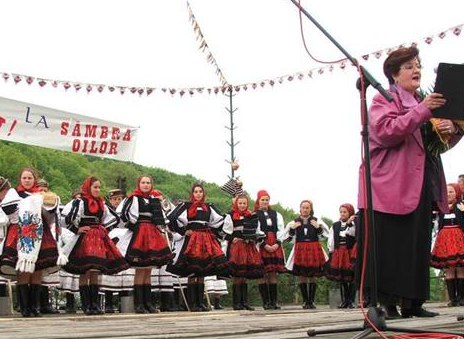
Marioara Murărescu la Festivalul Național Sâmbra Oilor - Țara Oașului
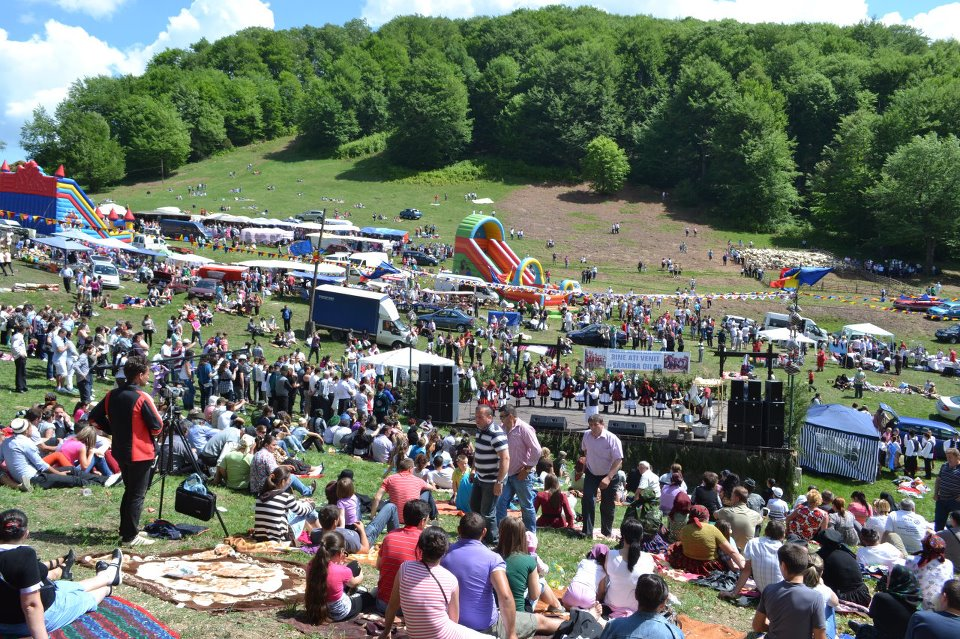
Festivalul Național Sâmbra Oilor - Țara Oașului
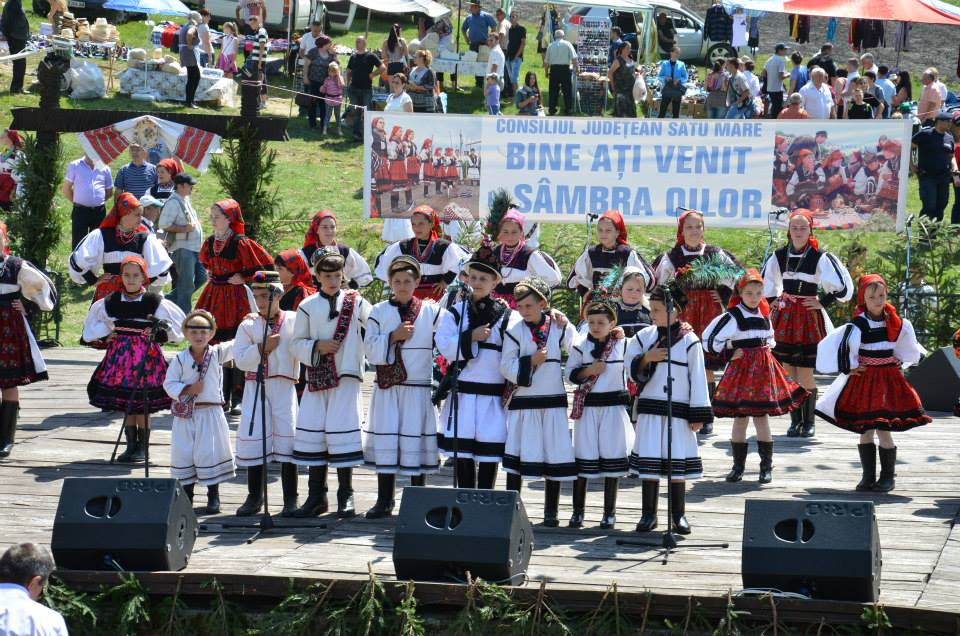
Festivalul Național Sâmbra Oilor - Țara Oașului
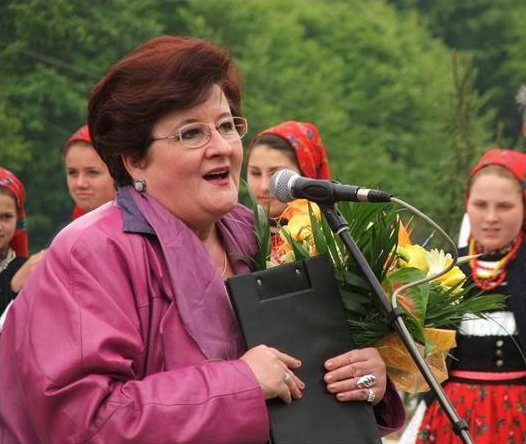
Marioara Murărescu la Festivalul Național Sâmbra Oilor - Țara Oașului 2006
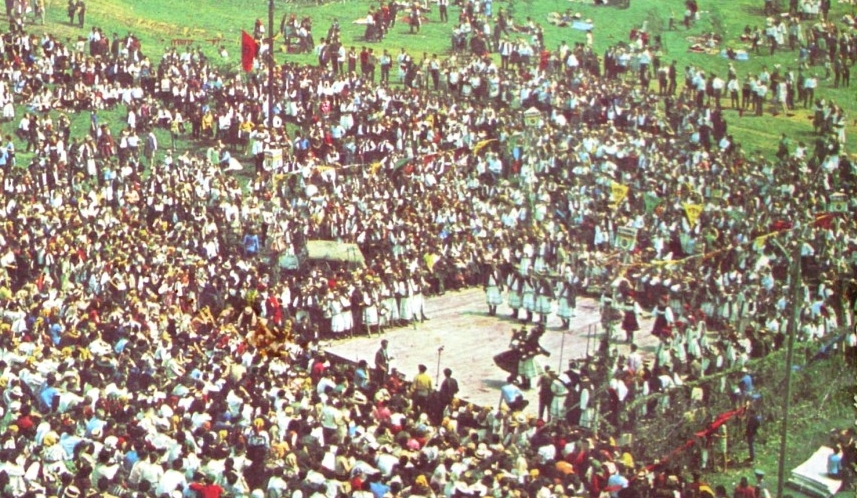
Festivalul Național Sâmbra Oilor - Țara Oașului, înainte de 1989